# Krešimir Pavlin
Krešo Pavlin, bivši hrvatski rukometaš. Završetkom srednjoškolskog obrazovanja, kao student skupa s Klementom Hegerom i Josipom Ljubičićem osnovao je 1939. godine rukometnu sekciju pri športskom društvu Šparti. Reprezentativac NDH u velikom rukometu. Odigrao prvu i jedinu povijesnu međunarodnu utakmicu te reprezentacije odigranu 14. lipnja 1942. protiv Mađarske u Budimpešti pred 30 000 gledatelja na NEP stadionu.